# Diphyscium lorifolium
Diphyscium lorifolium là một loài rêu trong họ Buxbaumiaceae. Loài này được Cardot Magombo, Zacharia Lekodi mô tả khoa học đầu tiên năm 2002.